# Andy Fairweather-Low
Andrew Fairweather-Low, né le 2 août 1948 à Cardiff, est un guitariste gallois, auteur-compositeur et interprète. Il est l'un des membres fondateurs du groupe pop britannique Amen Corner et ces dernières années, il accompagne en tournées Roger Waters, Eric Clapton et Bill Wyman.

## Biographie
Andy Fairweather-Low est né à Ystrad Mynach, Hengoed, près de Cardiff dans le Pays de Galles;.

### Début de carrière
Andy s'est d'abord fait connaître comme l'un des membres fondateurs du groupe pop Amen Corner à la fin des années 1960. Ils eurent quatre Top 10 hits successifs, parmi lesquels le no 1 (If Paradise Is) Half as Nice (en) en 1969. Le groupe se divise en deux en 1970, avec Fairweather-Low emmenant avec lui Byron, Weaver et Jones pour former un nouveau groupe, Fair Weather. Le groupe eut un succès timide (Natural Sinner (en) no 6 dans le UK Singles chart) et Fairweather-Low le quitta après une année pour poursuivre sa propre carrière solo, sortant cinq albums jusqu'en 1980 pour le label A&M.
À la fin des années 1970 et 1980, il travailla pour de nombreux artistes, principalement en studio et généralement en tant que choriste et/ou guitariste. En 1992, il commença à travailler avec Eric Clapton (s'étant précédemment produit avec son groupe pour les concerts ARMS en 1983 pour Ronnie Lane) et pendant qu'il continuait à travailler en studio pour différentes personnes, dont Dave Edmunds, Fairweather-Low passa la plupart de son temps dès le début des années 1990 à jouer dans le groupe accompagnateur de Clapton, en plus d'apparaître sur de nombreux albums et concerts, dont la collaboration entre  Linda Ronstadt et Emmylou Harris ; et les concerts Unplugged de Clapton, ainsi que sur l'album From the Cradle.
Il fut guitariste avec le reste du groupe de Eric Clapton sur le Live in Japan de George Harrison, en 1992, et en 2002, il fut souvent lead guitar au Concert for George au Royal Albert Hall.
Il a également joué et joue toujours avec Roger Waters, alternant entre guitare électrique, guitare acoustique et basse, sur la tournée mondiale de 1999 à 2002 ainsi que la récente tournée mondiale Dark Side of the Moon.

### AvecThe Whoet Pete Townshend
En 1978, Fairweather-Low chanta les chœurs sur l'album Who Are You des Who, plus particulièrement sur les morceaux "New Song", "Had Enough", "Guitar and Pen", "Love is Coming Down" et "Who Are You". Après avoir été remplaçant à la guitare durant les répétitions de l'album It's Hard des Who (Pete Townshend était en centre de désintoxication), il finit par jouer de la guitare rythmique sur l'album-même, avec la chanson "It's Your Turn". Fairweather-Low apparut plus tard, en 1993, sur l'album Psychoderelict de Townshend et l'accompagna en tournée.

### Avec Roger Waters
Fairweather-Low a travaillé avec Roger Waters depuis l'album The Pros and Cons of Hitch Hiking, devenant un fidèle collaborateur de l'ex-leader de Pink Floyd, il a joué sur toutes les tournées depuis le Pros & Cons of Hitch Hiking Tour de 1984-1985. Il joue donc sur le reste des enregistrements solo de Roger Waters (Radio K.A.O.S. en 1987 et Amused to Death en 1992). Il a également joué sur les tournées mondiales In the Flesh World Tour en 1999-2002 et The Dark Side of the Moon Live en 2006-2007, la tournée se prolongea après 2007, mais il ne put y participer et fut remplacé par Chester Kamen.
Il fut le bassiste et directeur musical du concert The Wall live in Berlin le 21 juillet 1990, sur le Potsdamer Platz.

### Avec Joe Satriani
En 1995, Fairweather-Low joua de la guitare rythmique sur l'album éponyme de Joe Satriani, avec Nathan East à la basse et Manu Katché à la batterie.

### Depuis 2000

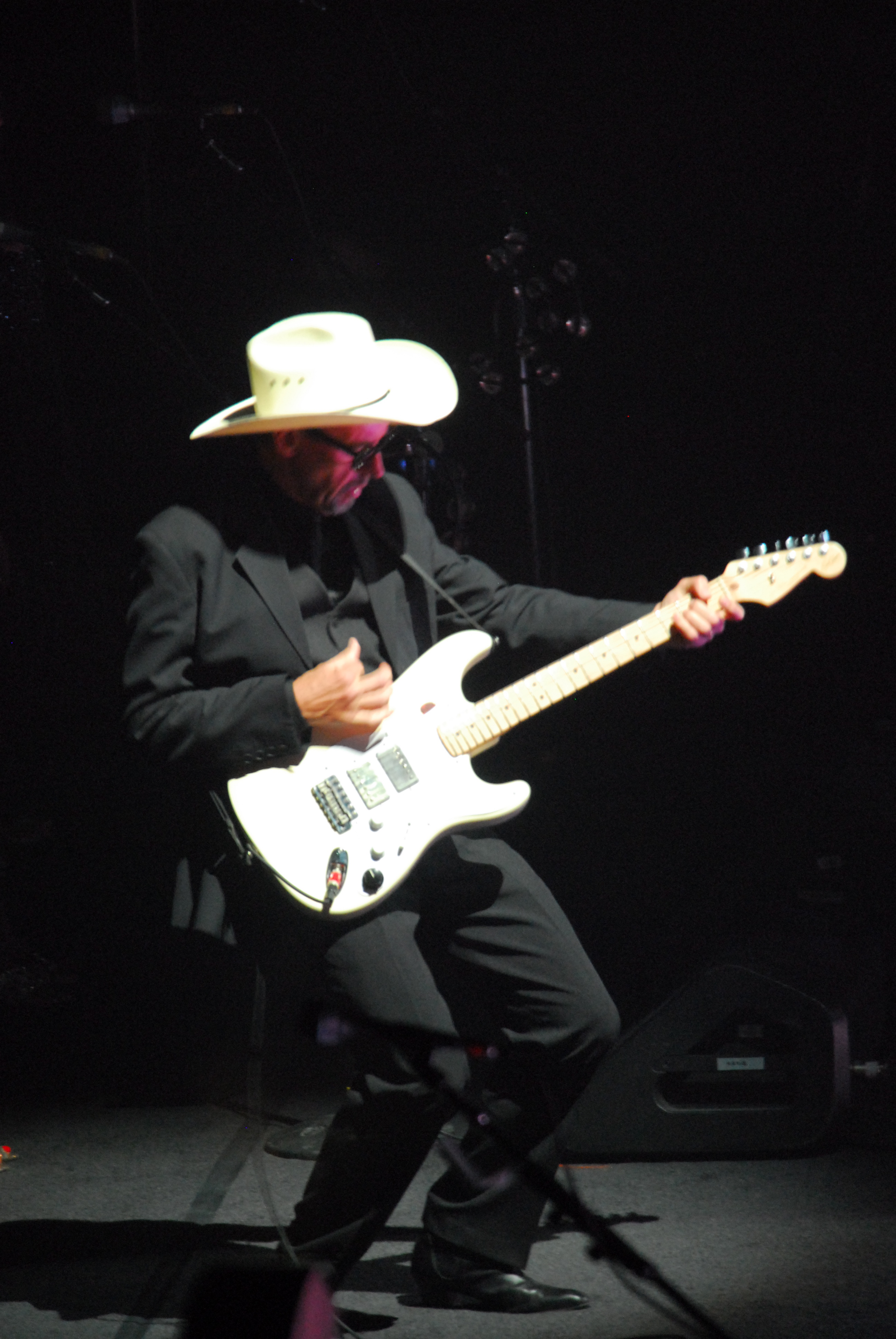
Andy Fairweather-Low le 6 juin 2007 à Ottawa.

En 2001, après avoir participé à la tournée mondiale de Roger Waters, il accompagne Eric Clapton avec entre autres Billy Preston pour sa tournée mondiale de laquelle sera issu un album en 2002, One More Car, One More Rider.
En 2002, Fairweather-Low fit une apparition parmi quelques autres grands noms comme Jeff Beck ou Jack Bruce au concert en hommage à John Lee Hooker.
En 2005 il tourne avec Bill Wyman's Rythm Kings dont quelques concerts furent filmés par la télévision britannique à l'occasion des 50 Years of Rock'n'Roll.
En avril 2005, il joue au concert caritatif que donne le Gary Brooker Ensemble à la Cathédrale de Guildford dans le Surrey, Angleterre, en aide aux victimes du Tsunami.
En 2006, Fairweather-Low avec Graham Broad partent tous deux en tournée avec Roger Waters pour sa dernière tournée ; The Dark Side of the Moon Tour, puis avec les Bill Wyman's Rhythm Kings. La même année, il tourne avec Chris Barber et le Big Chris Barber Band, reprenant plusieurs de ses succès, "Gin House Blues" and "Worried Man Blues" notamment. Certaines de ces performances font partie du dernier disque de Barber, Can't Stop Now.
Également en 2006, Fairweather-Low sort Sweet Soulful Music, son premier album solo en vingt six ans.
En 2007, il reprend la scène avec Roger Waters pour le Dark Side of the Moon Tour. Un peu plus tard, la même année, il part en tournée lui-même pour promouvoir son disque Sweet Soulful Music. Il écrit également Hymn For My Soul pour Joe Cocker, dont l'album de 2007 portera le nom, ainsi que la tournée qui s'ensuit en 2007-08.
En mai 2008, Andy Fairweather Low & The Low Riders entament une tournée anglaise.
En 2009, Fairweather-Low rejoint le groupe de Eric Clapton pour une série de onze concerts au Royal Albert Hall. Il intègre le groupe qui accompagne Clapton en tournée avec Steve Gadd batterie et Tim Carmon claviers en mai 2009.
En 2011, il fait les chœurs sur le dernier album de Kate Bush 50 words for snow sur la chanson Wild Man.
Les 13 et 14 novembre 2013 il fait également partie du groupe d’Eric Clapton lors des deux concerts de celui-ci aux « Baloise Sessions » de Bâle en Suisse.

## Discographie solo
- Spider Jiving (1974)
- La Booga Rooga (1975)
- Be Bop 'N' Holla (1976)
- Andy Fairweather Low (1976)
- Mega Shebang (1980)
- Wide Eyed And Legless: The A&M Recordings (1st 3 Albums on Double CD) (2004)
- Sweet Soulful Music (2006)
- Best of Andy Fairweather Low - Low Rider (2008)
- Live in Concert - DVD 2008